# José Francisco González
 José Francisco "Patón" González (Puerto La Cruz, Venezuela, 21 de julio de 1971) es un exfutbolista venezolano. Jugó de defensa y se retiró en el Deportivo Anzoátegui. Hoy es Director Técnico Venezolano del Deportivo Anzoátegui Sport Club

## Biografía
José Francisco González Quijada. La infancia la vivió en Urbanización Pueblo Nuevo del estado Anzoátegui. Creció jugando en las urbanizaciones Chuparin Arriba y Central. Montecristo, Tierra Adentro. Las Charas. Valle Lindo. Guanta y Chorreron.
El primer equipo organizado en el que jugó fue Meneven FC. Después se dio paso en Corponven y PDVSA que hoy en día es Refinación Oriente. Su debut en el fútbol profesional lo hace en el club de su tierra natal el Anzoátegui FC en 1990 allí juega tres temporadas. Luego pasa al Unión Atlético Táchira por una temporada, Deportivo Anzoátegui una temporada, Mineros De Guayana FC un cuadrangular final y un semestre, Italchacao un semestre, Deportivo Táchira una temporada, Everton de Viña del Mar (Chile) la copa Viña. Universidad de Concepción (Chile) una temporada. Deportivo Táchira dos temporadas, Nacional Táchira una temporada, Monagas un semestre, Deportivo Táchira dos temporadas y media, Pumas de Casanare un semestre, Deportivo Táchira dos temporadas, Unión Atlético Maracaibo dos temporadas, Zamora FC un semestre, Estudiantes de Mérida un semestre, Deportivo Táchira dos temporadas, Deportivo Anzoátegui una temporada y media.
A nivel internacional jugó 6 Copas Libertadores, 2 Copas Conmebol, 1 Copa Merconorte, 1 Copa Simón Bolívar, 2 Sudamericanas y 2 Pre-Mundiales.
José Francisco González Quijada mejor conocido en nuestro balón pie como "El Patón" González duró 21 años en el fútbol profesional venezolano para luego fungir como técnico del Deportivo Anzoátegui de Tercera división donde logró subirlo a la segunda división del fútbol Venezolano. Fue asistente técnico del equipo campeón del clausura y coordinador de las categorías menores del Deportivo Anzoátegui hoy mejor conocido en nuestro fútbol por su abreviación DANZ. De ahí pasó con todo el cuerpo técnico al Deportivo Táchira donde a la segunda temporada lograron la estrella. De ahí pasó a ser Técnico por primera vez de un equipo de primera división con el Llaneros de Guanare FC donde estuvo un semestre donde con un grupo de jóvenes venezolanos logró mantener al equipo en primera (jugaba hasta con 5 juveniles en cancha) luego por motivos de una operación en el corazón (hoy en día con un marcapasos) sale de ese equipo y vuelve al Deportivo Táchira como asistente. De allí va al Deportivo Anzoátegui como técnico y por motivos de compra del equipo sale de dicha institución, va al Monagas SC y ahí no logró mantenerse 1 temporada por motivos de venta del equipo también.
"El Patón", como se le conoce, es uno de los históricos del fútbol venezolano, ha disputado 19 temporadas en el balompié venezolano, siendo superado por Juan García Rivas, Dionny Guerra, y otros míticos del fútbol venezolano. Sin duda "El Patón" será recordado por siempre en Venezuela, sobre todo en el Estado Táchira donde hizo 15 años de su carrera.

## Clubes
| Club                      | País      | Año       |
| ------------------------- | --------- | --------- |
| Deportivo Táchira         | Venezuela | 1990-1997 |
| Everton                   | Chile     | 1998      |
| Universidad de Concepción | Chile     | 1998      |
| Deportivo Táchira         | Venezuela | 1999-2003 |
| Deportivo Anzoátegui      | Venezuela | 2003-2004 |
| Unión Atlético Maracaibo  | Venezuela | 2005-2006 |
| Zamora Fútbol Club        | Venezuela | 2006-2007 |
| Deportivo Táchira         | Venezuela | 2007-2009 |
| Estudiantes de Mérida     | Venezuela | 2010      |
| Deportivo Táchira         | Venezuela | 2010-2011 |
| Deportivo Anzoátegui      | Venezuela | 2011      |

### Como entrenador
| Club                                | País      | Año  |
| ----------------------------------- | --------- | ---- |
| Deportivo Anzoategui Filial         | Venezuela | 2010 |
| Deportivo Táchira Asistente Técnico | Venezuela | 2011 |
| Llaneros de Guanare                 | Venezuela | 2014 |
| Deportivo Anzoategui                | Venezuela | 2015 |
| Deportivo Táchira Asistente Técnico | Venezuela | 2016 |
| Titanes del Zulia                   | Venezuela | 2017 |
| Deportivo Anzoategui                | Venezuela | 2018 |

### Competiciones
| Competición                           | PJ | Goles |
| ------------------------------------- | -- | ----- |
| Liga Venezolana                       |    |       |
| Copa Venezuela                        |    |       |
| Finales Primera División de Venezuela |    |       |
| Copa Libertadores                     |    |       |
| Copa Pre Libertadores                 |    |       |
| Copa Sudamericana                     |    |       |
| Copa Merconorte                       |    |       |
| Selección Nacional                    |    |       |
| Total en su carrera                   |    |       |

## Palmarés

### Campeonatos nacionales
| Título          | Club                  | País      | Año       |
| --------------- | --------------------- | --------- | --------- |
| Liga Venezolana | Club Nacional Táchira | Venezuela | 2001-2002 |
| Liga Venezolana | Deportivo Táchira     | Venezuela | 2007-2008 |

- Datos: Q6292245